# Renato Massari
Renato Massari (ur. 24 lutego 1920 w Mediolanie, zm. 26 września 2012 tamże) – włoski polityk, samorządowiec i publicysta, wieloletni parlamentarzysta krajowy, wiceminister, poseł do Parlamentu Europejskiego II kadencji.

## Życiorys
Uzyskał wykształcenie średnie techniczne, pracował jako publicysta. Początkowo działał we  Włoskiej Partii Socjalistycznej, w 1947 przeszedł natomiast do Włoskiej Partii Socjaldemokratycznej (w latach 80. znalazł się w jej krajowym zarządzie i został zastępcą sekretarza generalnego). W 1951 został po raz pierwszy radnym w Mediolanie, objął funkcję asesora we władzach miejskich. Był także członkiem rady prowincji Mediolan.
Od 1963 do 1994 zasiadał w Izbie Deputowanych (od czwartej do jedenastej kadencji). Od 30 czerwca 1972 do 22 listopada 1974 sprawował urząd wiceministra telekomunikacji i poczty w trzech kolejnych rządach koalicyjnych. W 1984 wybrano go posłem do Parlamentu Europejskiego, przystąpił do frakcji socjalistycznej. Należał m.in. do Komisji ds. Stosunków Gospodarczych z Zagranicą oraz Delegacji ds. stosunków z Cyprem. Z mandatu zrezygnował 20 stycznia 1987 po wyborach krajowych. Na początku 1989 przeszedł do efemerycznego ruchu Jedność i Demokracja Socjalistyczna (Unità e Democrazia Socialista), z którym w tym samym roku dołączył do Włoskiej Partii Socjalistycznej. W 1989 ujawniono, że znalazł się na liście appartenenti alla P2 (członków nielegalnej loży masońskiej Propaganda Due, która miała znaczny wpływ na krajowe życie polityczne).